# Koudjoukalo Sama
Koudjoukalo Sama Abidé, née le 15 septembre 1996, est une footballeuse internationale togolaise évoluant au poste de milieu de terrain.

## Biographie

### Origines et Formation
Elle est née le 15 septembre 1996, après sa sœur aînée, elle déjà, joueuse des Léopards d’Adétikopé. Après son Brevet d’Etude du Premier Cycle (BEPC) au complexe scolaire la Main de Dieu, elle poursuit son cursus en seconde A4 au Lycée d’Adétikopé.

### Carrière

#### En club
En 2021, elle marque 9 buts et  délivre 13 passes décisives dans le championnat togolais en tant que joueuse du club les Amies du Monde.
Le 13 juillet 2023, le club de troisième division française, Bourges Foot officialise la signature de Sama en provenance de Yzeure Allier Auvergne,,.

#### En sélection
En 2017 et en 2022, elle dispute les éliminatoires de la Coupe d'Afrique des Nations avec l'équipe féminine togolaise.  Elle est élue joueuse du match entre le Togo et le Cameroun en juillet 2022,. En 2025, elle est sélectionnée pour jouer les éliminatoires de la CAN 2026.  Elle marque le cinquième but des Éperviers dames dans la victoire 5 à 0 face à Djibouti.